# 石塘縣
石塘縣，是明代交阯承宣布政使司乂安府驩州下轄的一個縣。治所約在今越南乂安省南壇縣境內。

## 沿革
- 孫吳屬都洨縣地，唐為驩州地。
- 永樂五年（1407年）六月癸未置，屬乂安府驩州[3][4][5][6][7][8]
- 永樂十七年九月丙辰，並偈江縣入石塘縣[9][10]。